# Trionymus bambusae
Trionymus bambusae är en insektsart som först beskrevs av Green 1922.  Trionymus bambusae ingår i släktet Trionymus och familjen ullsköldlöss. Inga underarter finns listade i Catalogue of Life.